# Kenzingen
Kenzingen è un comune tedesco di 9 132 abitanti, situato nel land del Baden-Württemberg.